# Aernout van der Neer

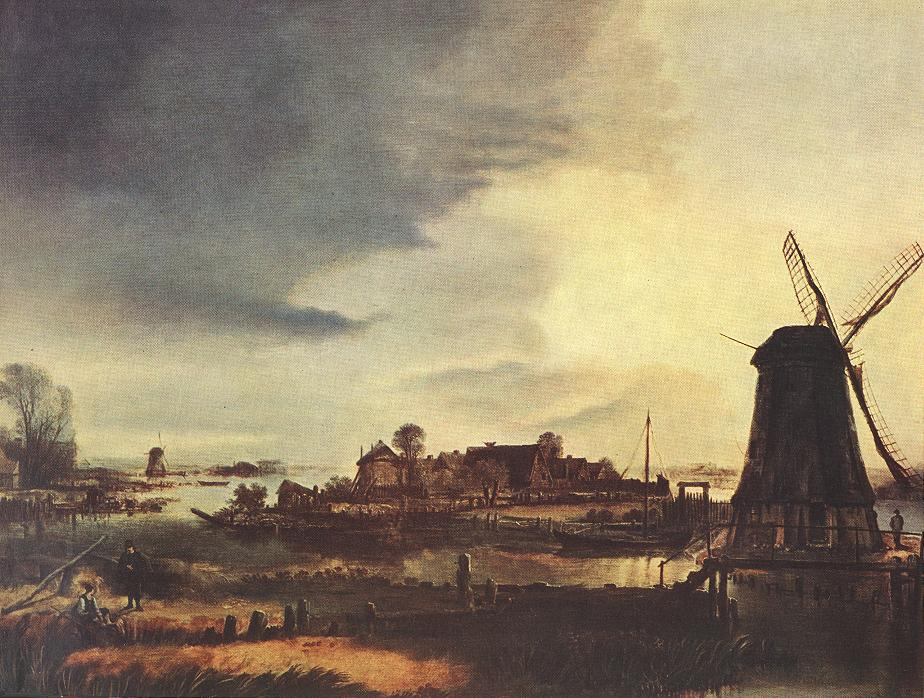
Krajina s větrným mlýnem (1647-49)

Aernout van der Neer [nér] (kol. 1603 Amsterdam – 9. listopadu 1677 Amsterdam), obvykle nazývaný Aert nebo Artus, byl nizozemský malíř, krajinář 17. století.

## Život
Podle mínění Arnolda Houbrakena působil Van der Neer v Gorinchemu jako a správce pánů z Arkelu. Tato domněnka by vysvětlovala skutečnost, že existuje velmi málo datovaných děl z doby umělcových počátků. Je pravděpodobné, že byl ve svých amatérských malířských počátcích ovlivněn lokálními malíři Rafaelem a Jochemem Govertsz Camphuysenovými, jejichž sestru Lysbeth si v roce 1632 vzal za ženu. Téhož roku se manželé odstěhovali do Amsterdamu, kde se jim roku 1634 narodil syn Eglon, později známý portrétní a žánrový malíř. Roku 1659 se Aert van der Neer otevřel hostinec a obchod s vínem, protože jej malířství nedokázalo uživit. Přesto malíř zemřel v naprosté bídě. Při soupisu majetku byly jeho obrazy oceněny kolem pěti zlatých za kus, tedy velmi malými sumami.

## Dílo
Nejstarší díla Aernouta van der Neer, opatřena písmeny A.V. a D.N., mezi nimiž je vložena datace jsou dvě zimní krajiny, které se nachází v Rijksmuseu v Amsterodamu (1639) a v Martinově sbírce v Kielu (1642), obě krajiny jsou ještě nevyzrálá díla nízké kvality. Daleko lepší je Zimní krajina (1643) ve sbírce paní Wantageové a Noční scéna (1644) v d'Arenbergově sbírce v Bruselu.

### Spolupráce s Aelbertem Cuypem

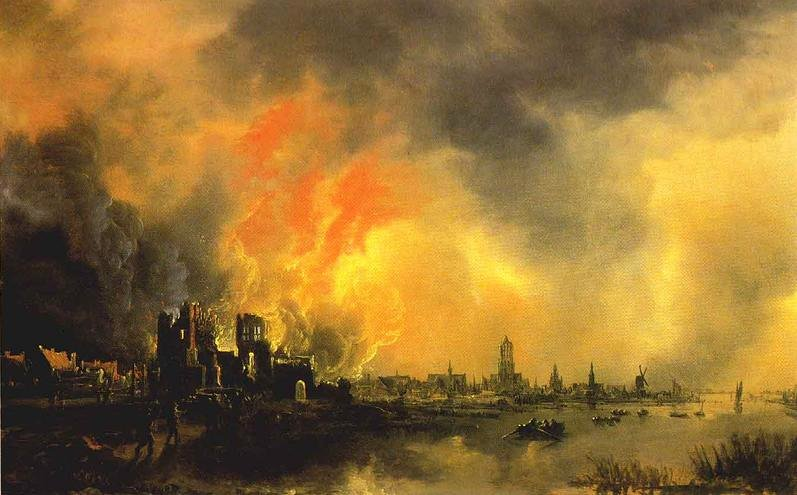
Požár hradu poblíž města (1650)

V roce 1652 van der Neer dvěma nebo třemi obrazy, které jsou dnes v galeriích v Berlíně a Kodani zachytil dramatický noční požár staré amsterodamské radnice. Ačkoli byl Amsterodam zřejmě stále jeho bydlištěm, zachycují obrazy z této doby často kanály a lesy kolem Haarlemu a Leidenu, řeky Máza a Rýn. Někdy nalezneme na těchto obrazech také Dordrecht, město v němž bydlel malíř a krajinář Aelbert Cuyp. I podle jiných dokladů byli tito dva malíři v přátelském vztahu. Neerova plátna z této doby vykazují řadu společných znaků s plátny Cuypovými. Na některých dokonce pracovali společně. Krajiny tohoto druhu jsou ve sbírkách vévodů z Bedfordu z Westminsteru. Obsahují obě, v té době Neerem užívané malířské polohy: Zamrzlou Mázu s rybáři a noční krajinu ozářenou měsíčním světlem, odrážejícím se na poklidné vodní hladině.
Vzájemný vztah obou malířů nebyl vyrovnaný, nýbrž šlo o vztah učitele a žáka. Cuyp vystupoval jako sebevědomý, suverénní tvůrce, od něhož van der Neer žádal pomoc. Neerovu malířskou tvorbu Cuyp nehodnotil příliš vysoko. Prostě pečlivě oživil jeho krajiny figurální stafáží a zvířaty.
Je to patrné na krajině se západem slunce z Louvru, ve kterém popředí a dobytek evidentně maloval Cuyp. Neerův obraz V Národní galerii v Londýně byl Cuypem signovaný na vědru dojičky, jejíž postava s červenou sukní je do van der Neerovy krajiny namalována s osvěžující účinností. Podobně významný je Cuypův vklad do obrazu ze státní galerie ve Frankfurtu, na němž maloval pár rybářů se psem a lovce stopujícího překvapené kachny.

### Náměty

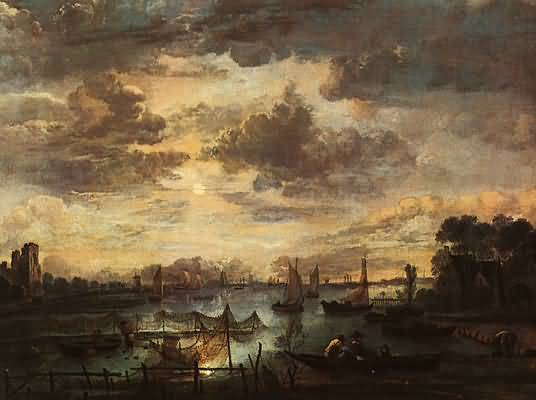
Noční říční scéna s rybáři

Ačkoli byl Neer podobně precizním malířem jako Cuyp, dokonce obdobně pracuje se světelnými reflexy a budováním krajiny, je takřka jeho protikladem pokud jde o tmavost zobrazených krajin. Zatímco Cuyp maluje téměř zásadně krajiny zalité světlem, tvoří Neer vedle zimních krajin hlavně krajiny noční.
Neerova oblíbená témata řek a říční krajiny, tak typické pro nizozemskou krajinu, jsou zachycena při západu slunce nebo za měsíční noci. Mimořádná je jeho schopnost uchopit krajinu v oblačné průsvitnosti, v níž různé a i značně vzdálené objekty zcela ostře vystupují z temného, oblačného nebe a ubíhající ploché říční krajiny, budovaných pomocí teplých hnědí o ocelových šedí. Samostatnou variantou těchto nočních krajin jsou nesmírně dramatické noční výjevy hořících budov.
Jiným typem námětů jsou, v holandské krajinomalbě už tradiční, zobrazení zimních krajin se zamrzlými vodními plochami, odrážejícími podobně jako noční krajiny chladné denní světlo. V těchto obrazech nechybí bohatá figurální stafáž hráčů golfu, bruslaři a rybáři. Malířova schopnost vyhnout se i v těchto zimních krajinách dojmu ledového chladu, patří také k jeho velkým darům.

### Význam
Do jisté míry příbuzné tmavé krajiny maloval už o něco dříve Jan van Goyen, přesto je Neerův přínos k holandské krajinomalbě zpracováním námětů nočních krajin velmi významný. Jeho obrazy nejsou na uměleckém trhu ceněny tolik než Aelbert Cuyp nebo Meindert Hobbema, ale pro jejich zvláštní kouzlo jsou často vyhledávány a jsou obsaženy v četných sbírkách. Kolem sto padesáti obrazů je přístupno veřejnosti. Nejkvalitnější sbírka Neerových obrazů je Ermitáži v Petrohradu. V Anglii se jeho obrazy nalézají v Národní galerii a ve Wallace Collection. Z dalších jmenujme sbírku Markýzů z Bute a sbírku plukovníka Holforda.

## Fotogalerie

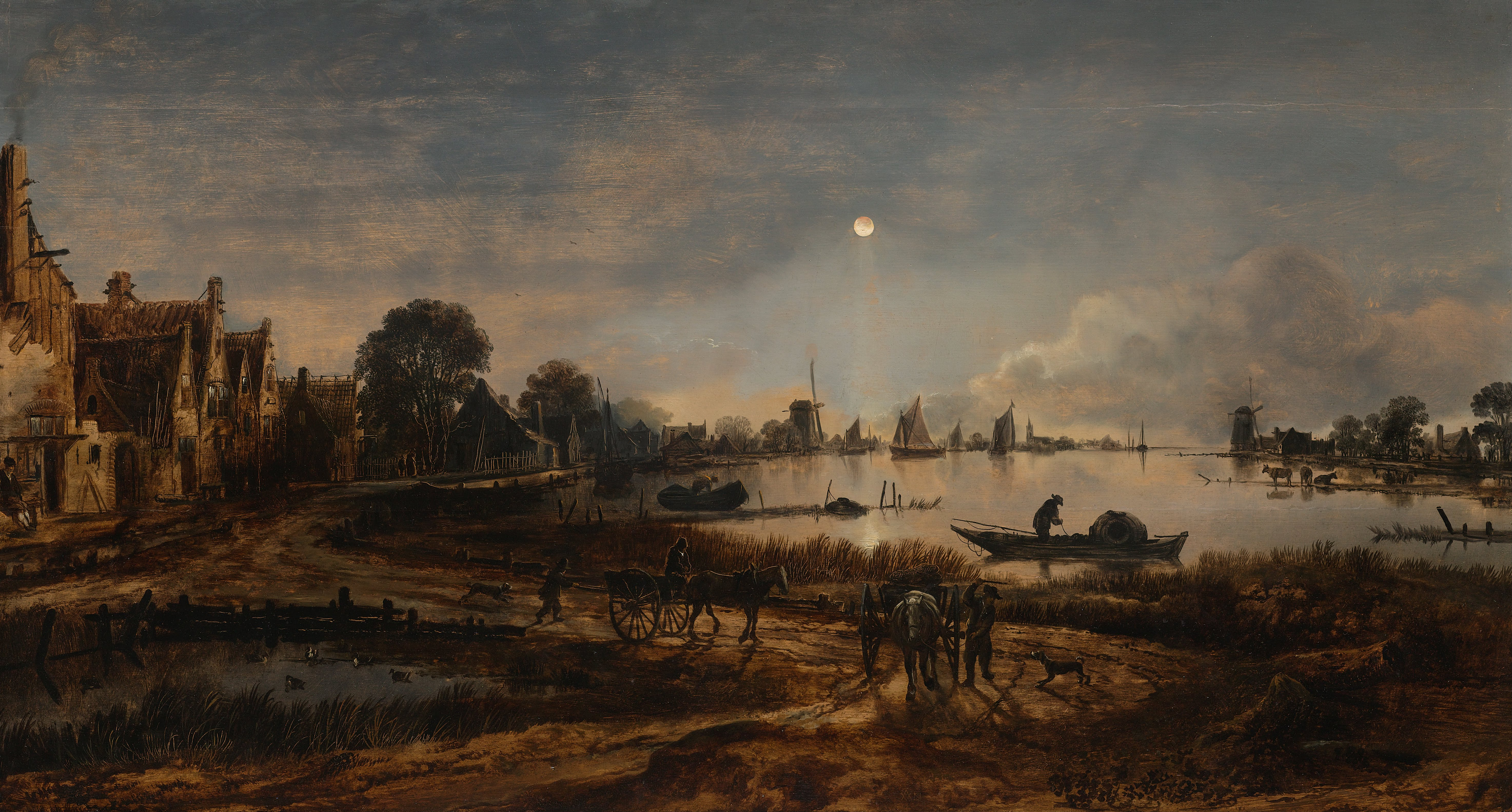
Říční krajina ozářená měsíčním světlem (1645)
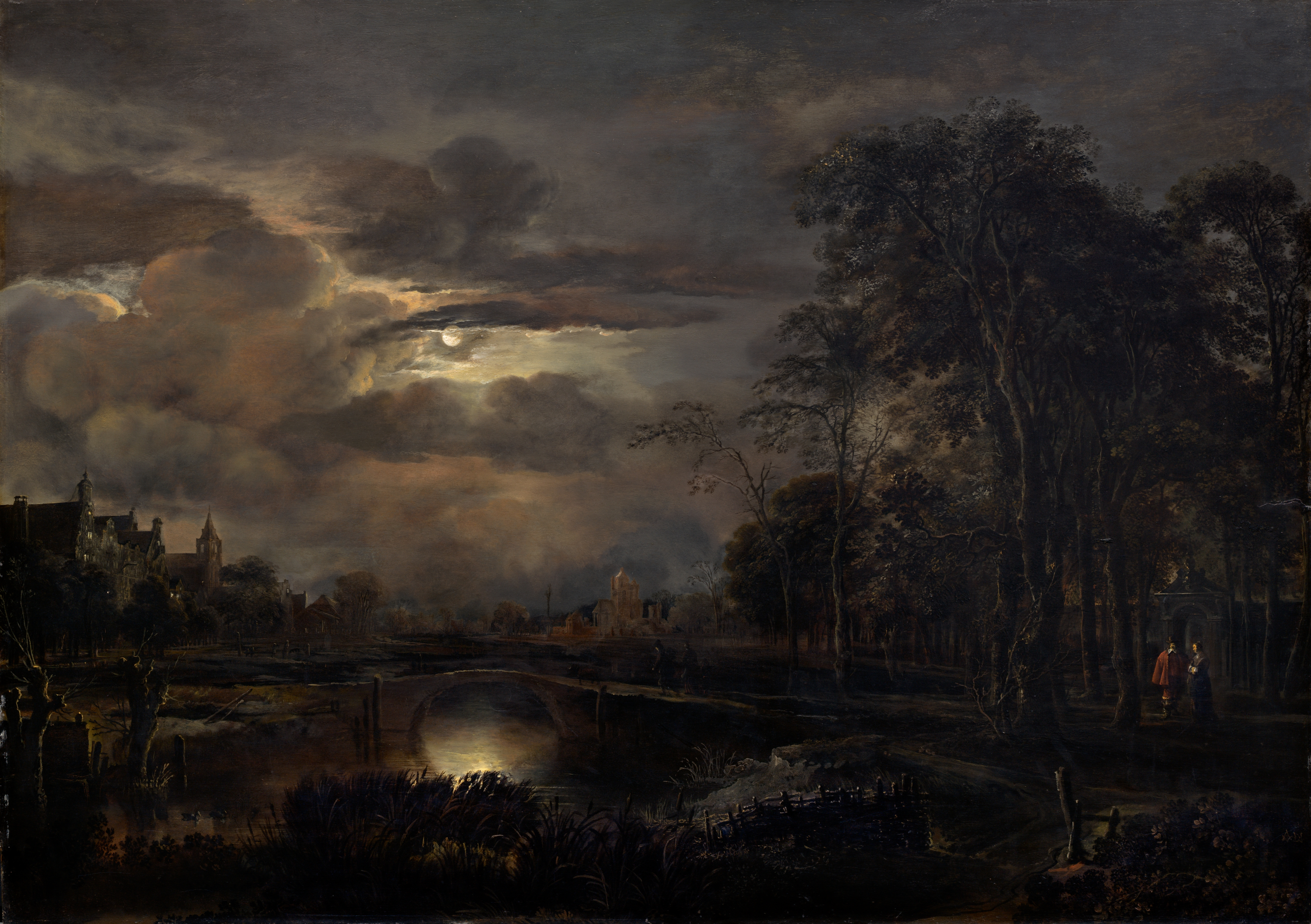
Měsíčním svitem ozářená krajina s mostem, (1648-1650)
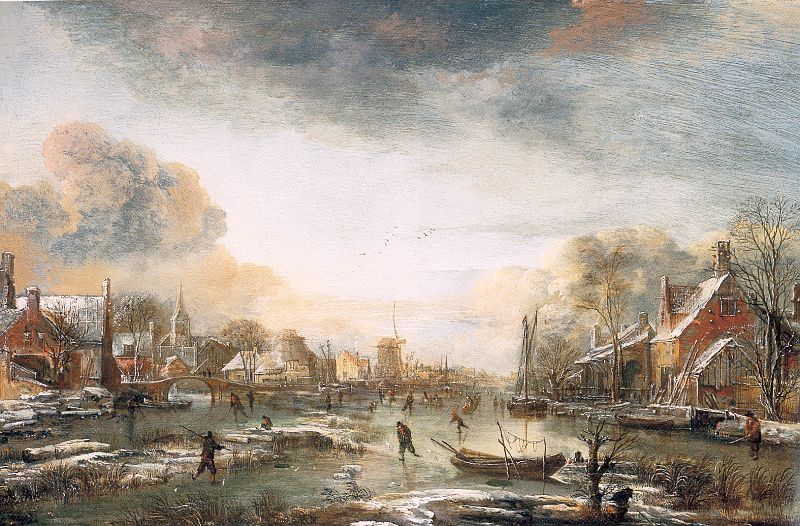
Večerní město se zamrzlou řekou (1665)
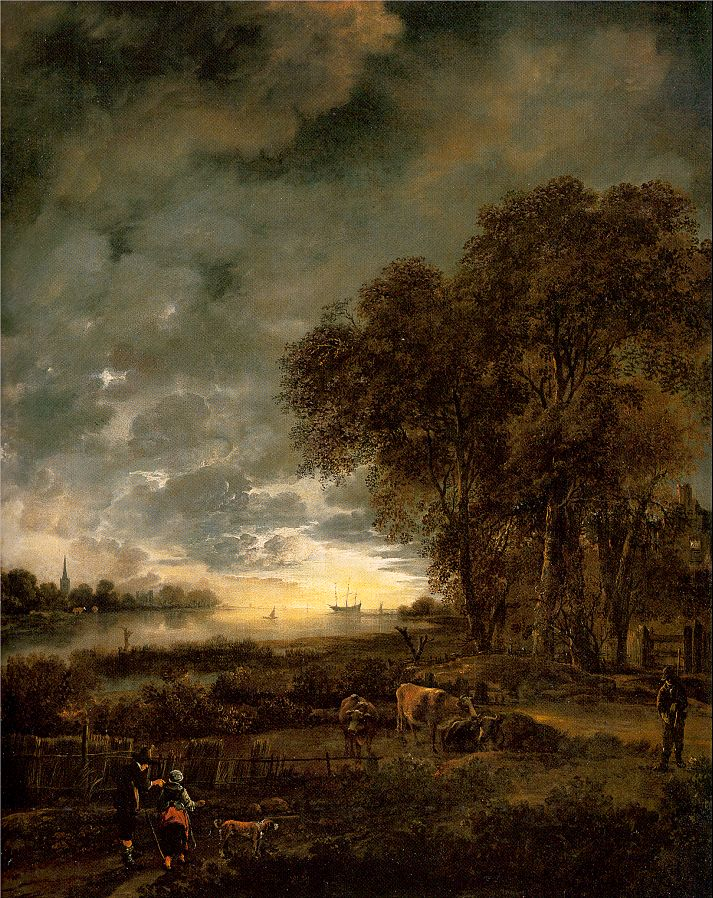
Noční říční krajina (1650)